# Lista över fyrar i Vänern
Detta är en lista över fyrar i Vänern.
| Bild                       | Namn                       | Fyrkaraktär                                                | Lyshöjd                                                    | Lysvidd                                                    | Fyrnummer                                                  | Fyrnummer |
| Bild                       | Koordinater                | Koordinater                                                | Märker ut                                                  | Märker ut                                                  | Märker ut                                                  | Märker ut |
| -------------------------- | -------------------------- | ---------------------------------------------------------- | ---------------------------------------------------------- | ---------------------------------------------------------- | ---------------------------------------------------------- | --------- |
|                            |                            | Exting                                                     |                                                            |                                                            |                                                            |           |
| 58°23′53.9″N,12°18′56.9″E  | 58°23′53.9″N,12°18′56.9″E  | Inloppet till Vänersborg                                   | Inloppet till Vänersborg                                   | Inloppet till Vänersborg                                   | Inloppet till Vänersborg                                   |           |
|                            | Borhallsudde               | Exting                                                     | 11,1 meter                                                 | 7,6 nautisk mil                                            | C0415.571                                                  |           |
| 58°51′9.4″N,13°42′44.6″E   | 58°51′9.4″N,13°42′44.6″E   | Passage mellan Brommö och Torsö                            | Passage mellan Brommö och Torsö                            | Passage mellan Brommö och Torsö                            | Passage mellan Brommö och Torsö                            |           |
|                            | Bornäsudde                 | Fl(3) WRG 10s                                              | 7,7 meter                                                  | 7,6 nautisk mil                                            | C6797.65                                                   |           |
| 58°49′21.8″N,13°52′24.9″E  | 58°49′21.8″N,13°52′24.9″E  | Passage mellan Torsö och fastlandet                        | Passage mellan Torsö och fastlandet                        | Passage mellan Torsö och fastlandet                        | Passage mellan Torsö och fastlandet                        |           |
|                            | Boxerud nedre              | Iso G 2s                                                   | 7 meter                                                    | 9 nautisk mil                                              | C6715.3                                                    |           |
| 59°17′50.3″N,14°3′3.8″E    | 59°17′50.3″N,14°3′3.8″E    | Passage genom Vålösundet till Kristinehamn                 | Passage genom Vålösundet till Kristinehamn                 | Passage genom Vålösundet till Kristinehamn                 | Passage genom Vålösundet till Kristinehamn                 |           |
|                            | Boxerud övre               | Iso G 2s                                                   | 10,5 meter                                                 | 9 nautisk mil                                              | C6715.301                                                  |           |
| 59°17′57.7″N,14°3′4.2″E    | 59°17′57.7″N,14°3′4.2″E    | Passage genom Vålösundet till Kristinehamn                 | Passage genom Vålösundet till Kristinehamn                 | Passage genom Vålösundet till Kristinehamn                 | Passage genom Vålösundet till Kristinehamn                 |           |
|                            | Brommösund nedre           | Q R                                                        | 6,8 meter                                                  | 4 nautisk mil                                              | C0415.588                                                  |           |
| 58°48′44.6″N,13°42′21.7″E  | 58°48′44.6″N,13°42′21.7″E  | Passage mellan Brommö och Torsö                            | Passage mellan Brommö och Torsö                            | Passage mellan Brommö och Torsö                            | Passage mellan Brommö och Torsö                            |           |
|                            | Brommösund övre            | Iso R 4s                                                   | 14,7 meter                                                 | 9 nautisk mil                                              | C0415.589                                                  |           |
| 58°48′15.4″N,13°42′10.1″E  | 58°48′15.4″N,13°42′10.1″E  | Passage mellan Brommö och Torsö                            | Passage mellan Brommö och Torsö                            | Passage mellan Brommö och Torsö                            | Passage mellan Brommö och Torsö                            |           |
|                            | Brännäs                    | Iso W 4s                                                   | 6,5 meter                                                  | 5,8 nautisk mil                                            | C0415.57                                                   |           |
| 58°50′20.7″N,13°42′39.6″E  | 58°50′20.7″N,13°42′39.6″E  | Passage mellan Brommö och Torsö                            | Passage mellan Brommö och Torsö                            | Passage mellan Brommö och Torsö                            | Passage mellan Brommö och Torsö                            |           |
|                            | Carlosgrundet              | Exting                                                     | 7,9 meter                                                  | 4,2 nautisk mil                                            |                                                            |           |
| 58°43′30.9″N,13°15′11.5″E  | 58°43′30.9″N,13°15′11.5″E  | Djupvattenkorridoren mellan Dalbosjön och Värmlandssjön    | Djupvattenkorridoren mellan Dalbosjön och Värmlandssjön    | Djupvattenkorridoren mellan Dalbosjön och Värmlandssjön    | Djupvattenkorridoren mellan Dalbosjön och Värmlandssjön    |           |
|                            | Djurö                      | Fl(2) WR 10s                                               | 17,9 meter                                                 | 10 nautisk mil                                             | C0415.555                                                  |           |
| 58°52′24″N,13°28′19.8″E    | 58°52′24″N,13°28′19.8″E    | Passage norr om Djurö                                      | Passage norr om Djurö                                      | Passage norr om Djurö                                      | Passage norr om Djurö                                      |           |
|                            | Djurö Nordöstra Grund      | Fl WRG 3s, Racon(T)                                        | 9,5 meter                                                  | 7,8 nautisk mil                                            |                                                            |           |
| 58°53′35.3″N,13°31′24.2″E  | 58°53′35.3″N,13°31′24.2″E  | Passage norr om Djurö                                      | Passage norr om Djurö                                      | Passage norr om Djurö                                      | Passage norr om Djurö                                      |           |
|                            | Drottninggrundet           | Q WRG, Racon(T)                                            | 11,5 meter                                                 | 9 nautisk mil                                              |                                                            |           |
| 59°18′0.8″N,13°38′58.3″E   | 59°18′0.8″N,13°38′58.3″E   | Farleden in till Karlstad                                  | Farleden in till Karlstad                                  | Farleden in till Karlstad                                  | Farleden in till Karlstad                                  |           |
|                            | Duseudde                   | F R                                                        | 19,5 meter                                                 | 9,4 nautisk mil                                            | C0415.253                                                  |           |
| 59°4′43.8″N,12°52′59.1″E   | 59°4′43.8″N,12°52′59.1″E   | Inloppet till Säffle och Glafsfjorden                      | Inloppet till Säffle och Glafsfjorden                      | Inloppet till Säffle och Glafsfjorden                      | Inloppet till Säffle och Glafsfjorden                      |           |
|                            | Fogden                     | Fl WRG 5s                                                  | 22,4 meter                                                 | 13,5 nautisk mil                                           | C0415.22                                                   |           |
| 59°1′52.4″N,12°44′18.1″E   | 59°1′52.4″N,12°44′18.1″E   | Inloppet till Åmål                                         | Inloppet till Åmål                                         | Inloppet till Åmål                                         | Inloppet till Åmål                                         |           |
|                            | Fågelö                     | Fl WRG 3s                                                  | 6,5 meter                                                  | 4,2 nautisk mil                                            | C6797.6                                                    |           |
| 58°47′48.2″N,13°43′31.4″E  | 58°47′48.2″N,13°43′31.4″E  | Passage söder om Brommö                                    | Passage söder om Brommö                                    | Passage söder om Brommö                                    | Passage söder om Brommö                                    |           |
|                            | Fårbetsudden nedre         | Iso W 4s                                                   | 3,4 meter                                                  | 7,2 nautisk mil                                            | C6797.15                                                   |           |
| 58°57′9.4″N,14°1′40.2″E    | 58°57′9.4″N,14°1′40.2″E    | Inloppet till Otterbäcken                                  | Inloppet till Otterbäcken                                  | Inloppet till Otterbäcken                                  | Inloppet till Otterbäcken                                  |           |
|                            | Fårbetsudden övre          | Q W                                                        | 10 meter                                                   | 6,6 nautisk mil                                            | C6797.151                                                  |           |
| 58°57′20.16″N,14°1′46.32″E | 58°57′20.16″N,14°1′46.32″E | Inloppet till Otterbäcken                                  | Inloppet till Otterbäcken                                  | Inloppet till Otterbäcken                                  | Inloppet till Otterbäcken                                  |           |
|                            | Fällholmen                 | Fl(3) WRG 15s                                              | 10,9 meter                                                 | 8,6 nautisk mil                                            | C6797                                                      |           |
| 58°54′50.6″N,13°55′15.2″E  | 58°54′50.6″N,13°55′15.2″E  | Passage förbi Fällholmen                                   | Passage förbi Fällholmen                                   | Passage förbi Fällholmen                                   | Passage förbi Fällholmen                                   |           |
|                            | Grönviksudde               | Iso WRG 4s                                                 | 10 meter                                                   | 11 nautisk mil                                             | C0415.145                                                  |           |
| 58°24′48″N,12°19′40.4″E    | 58°24′48″N,12°19′40.4″E    | Passage över Vänersborgsviken                              | Passage över Vänersborgsviken                              | Passage över Vänersborgsviken                              | Passage över Vänersborgsviken                              |           |
|                            | Gunnarsholmen nedre        | Iso WRG 4s                                                 | 7,9 meter                                                  | 5 nautisk mil                                              | C0415.35                                                   |           |
| 58°50′57.8″N,13°11′55.9″E  | 58°50′57.8″N,13°11′55.9″E  | Norra farleden mellan Dalbosjön och Värmlandssjön          | Norra farleden mellan Dalbosjön och Värmlandssjön          | Norra farleden mellan Dalbosjön och Värmlandssjön          | Norra farleden mellan Dalbosjön och Värmlandssjön          |           |
|                            | Gälleudde                  | LFl(2) W 12s                                               | 16,8 meter                                                 | 13,5 nautisk mil                                           | C0415.15                                                   |           |
| 58°29′5.5″N,12°28′28.7″E   | 58°29′5.5″N,12°28′28.7″E   | Passage över Vänersborgsviken                              | Passage över Vänersborgsviken                              | Passage över Vänersborgsviken                              | Passage över Vänersborgsviken                              |           |
|                            | Hammarö                    | Fl WRG 3s                                                  | 9 meter                                                    | 11,5 nautisk mil                                           | C6713.3                                                    |           |
| 59°20′27.5″N,13°31′17.5″E  | 59°20′27.5″N,13°31′17.5″E  | Farleden in till Karlstad                                  | Farleden in till Karlstad                                  | Farleden in till Karlstad                                  | Farleden in till Karlstad                                  |           |
|                            | Hammarö Skage              | Exting                                                     | 14,6 meter                                                 |                                                            |                                                            |           |
| 59°15′15.7″N,13°30′19.8″E  | 59°15′15.7″N,13°30′19.8″E  | Passage söder om Hammarön                                  | Passage söder om Hammarön                                  | Passage söder om Hammarön                                  | Passage söder om Hammarön                                  |           |
|                            | Harnäsudde nedre           | Iso W 4s                                                   | 5,7 meter                                                  | 7,4 nautisk mil                                            | C6797.4                                                    |           |
| 58°50′22.4″N,13°57′6.3″E   | 58°50′22.4″N,13°57′6.3″E   | Farleden in till Sjötorp                                   | Farleden in till Sjötorp                                   | Farleden in till Sjötorp                                   | Farleden in till Sjötorp                                   |           |
|                            | Harnäsudde övre            | Q W                                                        | 13,1 meter                                                 | 5,2 nautisk mil                                            | C6797.401                                                  |           |
| 58°50′18.5″N,13°57′7.7″E   | 58°50′18.5″N,13°57′7.7″E   | Farleden in till Sjötorp                                   | Farleden in till Sjötorp                                   | Farleden in till Sjötorp                                   | Farleden in till Sjötorp                                   |           |
|                            | Hjortens udde              | Fl W 5s                                                    | 18 meter                                                   | 13,5 nautisk mil                                           | C0415.18                                                   |           |
| 58°38′18.8″N,12°39′59.7″E  | 58°38′18.8″N,12°39′59.7″E  | Djupvattenkorridoren mellan Vänersborgsviken och Dalbosjön | Djupvattenkorridoren mellan Vänersborgsviken och Dalbosjön | Djupvattenkorridoren mellan Vänersborgsviken och Dalbosjön | Djupvattenkorridoren mellan Vänersborgsviken och Dalbosjön |           |
|                            | Hjortgrundet               | Fl(2) WRG 6s, Racon(T)                                     | 9,7 meter                                                  | 7,6 nautisk mil                                            | C0415.182                                                  |           |
| 58°38′48″N,12°41′45.4″E    | 58°38′48″N,12°41′45.4″E    | Djupvattenkorridoren mellan Vänersborgsviken och Dalbosjön | Djupvattenkorridoren mellan Vänersborgsviken och Dalbosjön | Djupvattenkorridoren mellan Vänersborgsviken och Dalbosjön | Djupvattenkorridoren mellan Vänersborgsviken och Dalbosjön |           |
|                            | Hällekis                   |                                                            | 9,3 meter                                                  | 8 nautisk mil                                              | C7814                                                      |           |
| 58°37′21.6″N,13°22′44″E    | 58°37′21.6″N,13°22′44″E    | Gamla hamnen i Hällekis                                    | Gamla hamnen i Hällekis                                    | Gamla hamnen i Hällekis                                    | Gamla hamnen i Hällekis                                    |           |
|                            | Högeholme                  | Fl(3) WRG 9s                                               | 13,5 meter                                                 | 7,6 nautisk mil                                            |                                                            |           |
| 58°43′22.5″N,12°30′42.3″E  | 58°43′22.5″N,12°30′42.3″E  | Fritt vatten utanför Mellerud                              | Fritt vatten utanför Mellerud                              | Fritt vatten utanför Mellerud                              | Fritt vatten utanför Mellerud                              |           |
|                            | Hönsäter Inre nedre        | Iso G 4s                                                   | 5 meter                                                    | 4 nautisk mil                                              | C6797.804                                                  |           |
| 58°38′3.4″N,13°27′7.5″E    | 58°38′3.4″N,13°27′7.5″E    | Inloppet till Hönsäters hamn i Hällekis                    | Inloppet till Hönsäters hamn i Hällekis                    | Inloppet till Hönsäters hamn i Hällekis                    | Inloppet till Hönsäters hamn i Hällekis                    |           |
|                            | Hönsäter Inre övre         | Q G                                                        | 8,5 meter                                                  | 3 nautisk mil                                              | C6797.805                                                  |           |
| 58°37′58.9″N,13°27′26.4″E  | 58°37′58.9″N,13°27′26.4″E  | Inloppet till Hönsäters hamn i Hällekis                    | Inloppet till Hönsäters hamn i Hällekis                    | Inloppet till Hönsäters hamn i Hällekis                    | Inloppet till Hönsäters hamn i Hällekis                    |           |
|                            | Hönsäters Ränna            | Iso W 3s                                                   | 6 meter                                                    | 4 nautisk mil                                              | C6797.803                                                  |           |
| 58°38′19.1″N,13°26′9.8″E   | 58°38′19.1″N,13°26′9.8″E   | Inloppet till Hönsäters hamn i Hällekis                    | Inloppet till Hönsäters hamn i Hällekis                    | Inloppet till Hönsäters hamn i Hällekis                    | Inloppet till Hönsäters hamn i Hällekis                    |           |
|                            | Hönsäter Yttre nedre       | Iso R 4s                                                   | 7 meter                                                    | 8 nautisk mil                                              | C6797.8                                                    |           |
| 58°38′14.4″N,13°26′15.5″E  | 58°38′14.4″N,13°26′15.5″E  | Inloppet till Hönsäters hamn i Hällekis                    | Inloppet till Hönsäters hamn i Hällekis                    | Inloppet till Hönsäters hamn i Hällekis                    | Inloppet till Hönsäters hamn i Hällekis                    |           |
|                            | Hönsäter Yttre övre        | Q R                                                        | 11 meter                                                   | 7 nautisk mil                                              | C6797.801                                                  |           |
| 58°38′11″N,13°26′20.4″E    | 58°38′11″N,13°26′20.4″E    | Inloppet till Hönsäters hamn i Hällekis                    | Inloppet till Hönsäters hamn i Hällekis                    | Inloppet till Hönsäters hamn i Hällekis                    | Inloppet till Hönsäters hamn i Hällekis                    |           |
|                            | Hösbacksholmen nedre       | Q G                                                        | 4,6 meter                                                  | 3 nautisk mil                                              | C0415.255                                                  |           |
| 59°5′0.4″N,12°54′2.1″E     | 59°5′0.4″N,12°54′2.1″E     | Inloppet till Säffle och Glafsfjorden                      | Inloppet till Säffle och Glafsfjorden                      | Inloppet till Säffle och Glafsfjorden                      | Inloppet till Säffle och Glafsfjorden                      |           |
|                            | Hösbacksholmen övre        | Iso G 4s                                                   | 6,6 meter                                                  | 3 nautisk mil                                              | C0415.256                                                  |           |
| 59°5′1.1″N,12°54′4″E       | 59°5′1.1″N,12°54′4″E       | Inloppet till Säffle och Glafsfjorden                      | Inloppet till Säffle och Glafsfjorden                      | Inloppet till Säffle och Glafsfjorden                      | Inloppet till Säffle och Glafsfjorden                      |           |
|                            | Klacken                    | LFl WRG 8s                                                 | 10,5 meter                                                 | 6,8 nautisk mil                                            |                                                            |           |
| 59°13′28.5″N,13°27′11.8″E  | 59°13′28.5″N,13°27′11.8″E  | Grund söder om Skoghall                                    | Grund söder om Skoghall                                    | Grund söder om Skoghall                                    | Grund söder om Skoghall                                    |           |
|                            | Lakholmen                  | Fl(4) WRG 12s                                              | 15,7 meter                                                 | 9 nautisk mil                                              | C6714                                                      |           |
| 59°11′15.7″N,14°0′31″E     | 59°11′15.7″N,14°0′31″E     | Fritt vatten utanför Kristinehamn                          | Fritt vatten utanför Kristinehamn                          | Fritt vatten utanför Kristinehamn                          | Fritt vatten utanför Kristinehamn                          |           |
|                            | Lambergshamnen             | Iso WRG 4s                                                 | 15 meter                                                   | 9,8 nautisk mil                                            | C6713.55                                                   |           |
| 59°21′47.5″N,13°32′24.6″E  | 59°21′47.5″N,13°32′24.6″E  | Farleden in till Karlstad                                  | Farleden in till Karlstad                                  | Farleden in till Karlstad                                  | Farleden in till Karlstad                                  |           |
|                            | Lemongrund                 | Q R                                                        | 9,2 meter                                                  | 4,8 nautisk mil                                            |                                                            |           |
| 58°45′20.4″N,13°10′46.1″E  | 58°45′20.4″N,13°10′46.1″E  | Djupvattenkorridoren mellan Dalbosjön och Värmlandssjön    | Djupvattenkorridoren mellan Dalbosjön och Värmlandssjön    | Djupvattenkorridoren mellan Dalbosjön och Värmlandssjön    | Djupvattenkorridoren mellan Dalbosjön och Värmlandssjön    |           |
|                            | Lidköping                  | Fl(3) WRG 9s                                               | 10,7 meter                                                 | 13,5 nautisk mil                                           | C6797.85                                                   |           |
| 58°30′53.1″N,13°10′14.5″E  | 58°30′53.1″N,13°10′14.5″E  | Lidans mynning i Lidköping                                 | Lidans mynning i Lidköping                                 | Lidans mynning i Lidköping                                 | Lidans mynning i Lidköping                                 |           |
|                            | Lilla Bratten              | Fl W 3s                                                    | 12,7 meter                                                 | 5,4 nautisk mil                                            | C0415.52                                                   |           |
| 58°48′49.9″N,13°15′33.9″E  | 58°48′49.9″N,13°15′33.9″E  | Passage genom Lurö skärgård                                | Passage genom Lurö skärgård                                | Passage genom Lurö skärgård                                | Passage genom Lurö skärgård                                |           |
|                            | Lilla Milskär              | Fl WRG 3s, Racon(T)                                        | 8 meter                                                    | 6,4 nautisk mil                                            |                                                            |           |
| 58°44′8.8″N,13°15′10.9″E   | 58°44′8.8″N,13°15′10.9″E   | Djupvattenkorridoren mellan Dalbosjön och Värmlandssjön    | Djupvattenkorridoren mellan Dalbosjön och Värmlandssjön    | Djupvattenkorridoren mellan Dalbosjön och Värmlandssjön    | Djupvattenkorridoren mellan Dalbosjön och Värmlandssjön    |           |
|                            | Lindö Yttre nedre          | Q W                                                        |                                                            |                                                            |                                                            |           |
| 58°46′7.7″N,12°31′19.3″E   | 58°46′7.7″N,12°31′19.3″E   | Inloppet till Dalslands kanal                              | Inloppet till Dalslands kanal                              | Inloppet till Dalslands kanal                              | Inloppet till Dalslands kanal                              |           |
|                            | Lindö Yttre övre           | Iso W 4s                                                   |                                                            |                                                            |                                                            |           |
| 58°46′14.3″N,12°31′9.5″E   | 58°46′14.3″N,12°31′9.5″E   | Inloppet till Dalslands kanal                              | Inloppet till Dalslands kanal                              | Inloppet till Dalslands kanal                              | Inloppet till Dalslands kanal                              |           |
|                            | Lurö Enskär                | Exting                                                     | 8 meter                                                    | 6,4 nautisk mil                                            |                                                            |           |
| 58°45′53.5″N,13°15′16.1″E  | 58°45′53.5″N,13°15′16.1″E  | Farleden söder om Lurö                                     | Farleden söder om Lurö                                     | Farleden söder om Lurö                                     | Farleden söder om Lurö                                     |           |
|                            | Lurö Röskär                | Fl(2) WRG 6s, Racon(T)                                     | 8,6 meter                                                  | 6,2 nautisk mil                                            | C0415.5                                                    |           |
| 58°47′25.7″N,13°15′41.8″E  | 58°47′25.7″N,13°15′41.8″E  | Farleden söder om Lurö                                     | Farleden söder om Lurö                                     | Farleden söder om Lurö                                     | Farleden söder om Lurö                                     |           |
|                            | Långnäsgrund Västra        | Q R                                                        | 5 meter                                                    | 3 nautisk mil                                              | C6797.2                                                    |           |
| 58°55′38.6″N,14°0′42.4″E   | 58°55′38.6″N,14°0′42.4″E   | Farleden in till Otterbäcken                               | Farleden in till Otterbäcken                               | Farleden in till Otterbäcken                               | Farleden in till Otterbäcken                               |           |
|                            | Långnäsgrund Östra         | Q G                                                        | 5 meter                                                    | 2,4 nautisk mil                                            | C6797.21                                                   |           |
| 58°55′39.9″N,14°0′53.3″E   | 58°55′39.9″N,14°0′53.3″E   | Farleden in till Otterbäcken                               | Farleden in till Otterbäcken                               | Farleden in till Otterbäcken                               | Farleden in till Otterbäcken                               |           |
|                            | Läckö                      | Fl(2) WRG 6s                                               | 10 meter                                                   | 4,8 nautisk mil                                            | C6797.79                                                   |           |
| 58°41′3.3″N,13°13′36.8″E   | 58°41′3.3″N,13°13′36.8″E   | Passage norr om Kållandsö                                  | Passage norr om Kållandsö                                  | Passage norr om Kållandsö                                  | Passage norr om Kållandsö                                  |           |
|                            | Mariestad Inre nedre       | Q R                                                        | 5 meter                                                    | 3,2 nautisk mil                                            | C6797.78                                                   |           |
| 58°42′54.2″N,13°49′0.5″E   | 58°42′54.2″N,13°49′0.5″E   | Inloppet till Mariestad                                    | Inloppet till Mariestad                                    | Inloppet till Mariestad                                    | Inloppet till Mariestad                                    |           |
|                            | Mariestad Inre övre        | Iso R 4s                                                   | 9 meter                                                    | 5 nautisk mil                                              | C6797.781                                                  |           |
| 58°42′32.7″N,13°48′59.9″E  | 58°42′32.7″N,13°48′59.9″E  | Inloppet till Mariestad                                    | Inloppet till Mariestad                                    | Inloppet till Mariestad                                    | Inloppet till Mariestad                                    |           |
|                            | Mariestad nedre            | Iso W 4s                                                   | 4,5 meter                                                  | 6,5 nautisk mil                                            | C6797.72                                                   |           |
| 58°43′9.2″N,13°49′12.6″E   | 58°43′9.2″N,13°49′12.6″E   | Inloppet till Mariestad                                    | Inloppet till Mariestad                                    | Inloppet till Mariestad                                    | Inloppet till Mariestad                                    |           |
|                            | Mariestad övre             | Q W                                                        | 8 meter                                                    | 6,5 nautisk mil                                            | C6797.721                                                  |           |
| 58°42′59.2″N,13°48′59.8″E  | 58°42′59.2″N,13°48′59.8″E  | Inloppet till Mariestad                                    | Inloppet till Mariestad                                    | Inloppet till Mariestad                                    | Inloppet till Mariestad                                    |           |
|                            | Marpilen                   | Q W, Racon(T)                                              | 7 meter                                                    | 5,8 nautisk mil                                            | C6797.05                                                   |           |
| 58°54′8″N,13°54′46.6″E     | 58°54′8″N,13°54′46.6″E     | Passage förbi Fällholmen och ner mot Sjötorp               | Passage förbi Fällholmen och ner mot Sjötorp               | Passage förbi Fällholmen och ner mot Sjötorp               | Passage förbi Fällholmen och ner mot Sjötorp               |           |
|                            | Megrundet                  | Fl(2) W 20s                                                | 12,2 meter                                                 | 8,2 nautisk mil                                            | C0415.187                                                  |           |
| 58°45′5.6″N,12°49′48.5″E   | 58°45′5.6″N,12°49′48.5″E   | Grundområde i Dalbosjön                                    | Grundområde i Dalbosjön                                    | Grundområde i Dalbosjön                                    | Grundområde i Dalbosjön                                    |           |
|                            | Måken                      | Exting                                                     | 6 meter                                                    | 4,6 nautisk mil                                            |                                                            |           |
| 58°39′23.1″N,13°1′53.8″E   | 58°39′23.1″N,13°1′53.8″E   | Passage mellan Kållandsö och fastlandet                    | Passage mellan Kållandsö och fastlandet                    | Passage mellan Kållandsö och fastlandet                    | Passage mellan Kållandsö och fastlandet                    |           |
|                            | Måkskär                    | Fl(3) W 15s                                                | 11,9 meter                                                 | 7,8 nautisk mil                                            | C0415.55                                                   |           |
| 58°52′34.3″N,13°18′6.6″E   | 58°52′34.3″N,13°18′6.6″E   | Grundområde utanför Värmlandsnäs                           | Grundområde utanför Värmlandsnäs                           | Grundområde utanför Värmlandsnäs                           | Grundområde utanför Värmlandsnäs                           |           |
|                            | Märrholmen                 | Fl WRG 3s                                                  | 11,3 meter                                                 | 6,4 nautisk mil                                            | C6713.28                                                   |           |
| 59°21′51.1″N,13°35′28.1″E  | 59°21′51.1″N,13°35′28.1″E  | Farleden in till Karlstad                                  | Farleden in till Karlstad                                  | Farleden in till Karlstad                                  | Farleden in till Karlstad                                  |           |
|                            | Naven                      | LFl W 10s                                                  | 15,1 meter                                                 | 13 nautisk mil                                             | C0415.45                                                   |           |
| 58.701°N,13.109°E          | 58.701°N,13.109°E          | Passage norr om Kållandsö                                  | Passage norr om Kållandsö                                  | Passage norr om Kållandsö                                  | Passage norr om Kållandsö                                  |           |
|                            | Nolhagen övre              | Oc R 5s                                                    | 20,7 meter                                                 | 9 nautisk mil                                              | C6797.771                                                  |           |
| 58°43′49.7″N,13°51′7.2″E   | 58°43′49.7″N,13°51′7.2″E   | Farleden norr om Mariestad                                 | Farleden norr om Mariestad                                 | Farleden norr om Mariestad                                 | Farleden norr om Mariestad                                 |           |
|                            | Nolhagen nedre             | Oc WRG 5s                                                  | 16,3 meter                                                 | 9 nautisk mil                                              | C6797.77                                                   |           |
| 58°43′50.7″N,13°50′55.7″E  | 58°43′50.7″N,13°50′55.7″E  | Farleden norr om Mariestad                                 | Farleden norr om Mariestad                                 | Farleden norr om Mariestad                                 | Farleden norr om Mariestad                                 |           |
|                            | Normansgrundet             | VQ(6) W 6s, Racon(T)                                       | 10,5 meter                                                 | 7,6 nautisk mil                                            | C0415.14                                                   |           |
| 58°25′30.3″N,12°21′23.3″E  | 58°25′30.3″N,12°21′23.3″E  | Passage över Vänersborgsviken                              | Passage över Vänersborgsviken                              | Passage över Vänersborgsviken                              | Passage över Vänersborgsviken                              |           |
|                            | Otterbäcken nedre          | Iso R 4s                                                   | 3,3 meter                                                  | 5 nautisk mil                                              | C6797.3                                                    |           |
| 58°57′12.3″N,14°2′10.8″E   | 58°57′12.3″N,14°2′10.8″E   | Inloppet till Otterbäcken                                  | Inloppet till Otterbäcken                                  | Inloppet till Otterbäcken                                  | Inloppet till Otterbäcken                                  |           |
|                            | Otterbäcken övre           | Q R 4s                                                     | 7,4 meter                                                  | 4,6 nautisk mil                                            | C6797.301                                                  |           |
| 58°57′13.5″N,14°2′12.7″E   | 58°57′13.5″N,14°2′12.7″E   | Inloppet till Otterbäcken                                  | Inloppet till Otterbäcken                                  | Inloppet till Otterbäcken                                  | Inloppet till Otterbäcken                                  |           |
|                            | Pålgrunden                 | LFl(2) WRG 12s, Racon(T)                                   | 10 meter                                                   | 13 nautisk mil                                             | C0415.465                                                  |           |
| 58.755°N,13.151°E          | 58.755°N,13.151°E          | Djupvattenkorridoren mellan Dalbosjön och Värmlandssjön    | Djupvattenkorridoren mellan Dalbosjön och Värmlandssjön    | Djupvattenkorridoren mellan Dalbosjön och Värmlandssjön    | Djupvattenkorridoren mellan Dalbosjön och Värmlandssjön    |           |
|                            | Risnäsudde                 | Fl(3) WRG 9s                                               | 9,2 meter                                                  | 12,5 nautisk mil                                           | C6798.5                                                    |           |
| 59°17′26.5″N,13°9′36.7″E   | 59°17′26.5″N,13°9′36.7″E   | Farleden in till Grums och Vålberg                         | Farleden in till Grums och Vålberg                         | Farleden in till Grums och Vålberg                         | Farleden in till Grums och Vålberg                         |           |
|                            | Runnen                     | Iso WRG 4s                                                 | 12,3 meter                                                 | 8,2 nautisk mil                                            | C0415.469                                                  |           |
| 58°46′0.1″N,13°16′21.2″E   | 58°46′0.1″N,13°16′21.2″E   | Öppet vatten öster om Lurö skärgård                        | Öppet vatten öster om Lurö skärgård                        | Öppet vatten öster om Lurö skärgård                        | Öppet vatten öster om Lurö skärgård                        |           |
|                            | Sjötorp nedre              | Fl WRG 3s                                                  | 4,9 meter                                                  | 6 nautisk mil                                              | C6797.5                                                    |           |
| 58°50′17.4″N,13°58′15.6″E  | 58°50′17.4″N,13°58′15.6″E  | Göta kanals mynning i Sjötorp                              | Göta kanals mynning i Sjötorp                              | Göta kanals mynning i Sjötorp                              | Göta kanals mynning i Sjötorp                              |           |
|                            | Sjötorp övre               | Q G                                                        | 7,6 meter                                                  | 4 nautisk mil                                              | C6797.501                                                  |           |
| 58°50′12.7″N,13°58′27.6″E  | 58°50′12.7″N,13°58′27.6″E  | Göta kanals mynning i Sjötorp                              | Göta kanals mynning i Sjötorp                              | Göta kanals mynning i Sjötorp                              | Göta kanals mynning i Sjötorp                              |           |
|                            | Skoghall                   | LFl(2) WRG 15s                                             | 16,8 meter                                                 | 13,5 nautisk mil                                           | C6711                                                      |           |
| 59°19′3.3″N,13°25′58.7″E   | 59°19′3.3″N,13°25′58.7″E   | Farleden till Skoghall                                     | Farleden till Skoghall                                     | Farleden till Skoghall                                     | Farleden till Skoghall                                     |           |
|                            | Smörhättan                 | Oc(2) WRG 10s                                              | 16,4 meter                                                 | 11 nautisk mil                                             | C0415.59                                                   |           |
| 58°47′57.8″N,13°41′53.2″E  | 58°47′57.8″N,13°41′53.2″E  | Passage mellan Brommö och Torsö                            | Passage mellan Brommö och Torsö                            | Passage mellan Brommö och Torsö                            | Passage mellan Brommö och Torsö                            |           |
|                            | Snappudden nedre           | Iso W 4s                                                   | 5 meter                                                    | 11 nautisk mil                                             | C6797.699                                                  |           |
| 58°44′28.1″N,13°50′29.3″E  | 58°44′28.1″N,13°50′29.3″E  | Farleden till Mariestad                                    | Farleden till Mariestad                                    | Farleden till Mariestad                                    | Farleden till Mariestad                                    |           |
|                            | Snappudden övre            | Q W                                                        | 14 meter                                                   | 10,5 nautisk mil                                           | C6797.698                                                  |           |
| 58°44′40.4″N,13°51′50″E    | 58°44′40.4″N,13°51′50″E    | Farleden till Mariestad                                    | Farleden till Mariestad                                    | Farleden till Mariestad                                    | Farleden till Mariestad                                    |           |
|                            | Snuggen                    | Oc W 5s                                                    | 25,3 meter                                                 | 9 nautisk mil                                              | C6797.7                                                    |           |
| 58°43′25.3″N,13°50′51″E    | 58°43′25.3″N,13°50′51″E    | Farleden från Mariestad och öster om Torsö                 | Farleden från Mariestad och öster om Torsö                 | Farleden från Mariestad och öster om Torsö                 | Farleden från Mariestad och öster om Torsö                 |           |
|                            | Spånsjö                    | LFl(2) WRG 12s                                             | 12 meter                                                   | 13,5 nautisk mil                                           |                                                            |           |
| 58°54′25.4″N,14°0′52″E     | 58°54′25.4″N,14°0′52″E     | Farleden västerut från Sjötorp och Otterbäcken             | Farleden västerut från Sjötorp och Otterbäcken             | Farleden västerut från Sjötorp och Otterbäcken             | Farleden västerut från Sjötorp och Otterbäcken             |           |
|                            | Stavik                     | Exting                                                     | 15 meter                                                   | 13,2 nautisk mil                                           | C6798                                                      |           |
| 59°10′11.5″N,13°9′32.7″E   | 59°10′11.5″N,13°9′32.7″E   | Inloppet till Staviken                                     | Inloppet till Staviken                                     | Inloppet till Staviken                                     | Inloppet till Staviken                                     |           |
|                            | Stefanskullen              | Fl WRG 3s                                                  | 7 meter                                                    | 4,6 nautisk mil                                            |                                                            |           |
| 58°30′1.4″N,12°41′25.3″E   | 58°30′1.4″N,12°41′25.3″E   | Passage öster om Vänersnäs mot Dättern                     | Passage öster om Vänersnäs mot Dättern                     | Passage öster om Vänersnäs mot Dättern                     | Passage öster om Vänersnäs mot Dättern                     |           |
|                            | Stora Klubben              | Fl WRG 5s                                                  | 15,6 meter                                                 | 5,8 nautisk mil                                            | C0415.37                                                   |           |
| 58°52′11.7″N,13°15′44.7″E  | 58°52′11.7″N,13°15′44.7″E  | Passage öster om Lurö skärgård                             | Passage öster om Lurö skärgård                             | Passage öster om Lurö skärgård                             | Passage öster om Lurö skärgård                             |           |
|                            | Strandudden nedre          | Q W                                                        | 8,9 meter                                                  | 8,9 nautisk mil                                            | C6715                                                      |           |
| 59°16′12.4″N,14°3′16.9″E   | 59°16′12.4″N,14°3′16.9″E   | Inloppet till Vålösundet mot Kristinehamn                  | Inloppet till Vålösundet mot Kristinehamn                  | Inloppet till Vålösundet mot Kristinehamn                  | Inloppet till Vålösundet mot Kristinehamn                  |           |
|                            | Strandudden övre           | Iso W 4s                                                   | 19,5 meter                                                 | 8,9 nautisk mil                                            | C6715.1                                                    |           |
| 59°16′15.9″N,14°3′20.2″E   | 59°16′15.9″N,14°3′20.2″E   | Inloppet till Vålösundet mot Kristinehamn                  | Inloppet till Vålösundet mot Kristinehamn                  | Inloppet till Vålösundet mot Kristinehamn                  | Inloppet till Vålösundet mot Kristinehamn                  |           |
|                            | Stångudden                 | Exting                                                     | 14,8 meter                                                 | 13,5 nautisk mil                                           | C0415.49                                                   |           |
| 58°47′23.1″N,13°15′2.1″E   | 58°47′23.1″N,13°15′2.1″E   | Farleden söder om Lurö                                     | Farleden söder om Lurö                                     | Farleden söder om Lurö                                     | Farleden söder om Lurö                                     |           |
|                            | Söökojan                   | LFl(4) W 30s                                               | 15,3 meter                                                 | 11 nautisk mil                                             | C6712.711                                                  |           |
| 59°18′5.1″N,13°39′39.1″E   | 59°18′5.1″N,13°39′39.1″E   | Farleden in till Karlstad                                  | Farleden in till Karlstad                                  | Farleden in till Karlstad                                  | Farleden in till Karlstad                                  |           |
|                            | Trädgårdsholmen            | Exting                                                     |                                                            |                                                            |                                                            |           |
| 58°47′16.4″N,13°15′47″E    | 58°47′16.4″N,13°15′47″E    | Farleden söder om Lurö                                     | Farleden söder om Lurö                                     | Farleden söder om Lurö                                     | Farleden söder om Lurö                                     |           |
|                            | Tyskön nedre               | Iso G 2s                                                   | 11 meter                                                   | 9 nautisk mil                                              | C6715.8                                                    |           |
| 59°17′10.5″N,14°2′52.6″E   | 59°17′10.5″N,14°2′52.6″E   | Passage genom Vålösundet till Kristinehamn                 | Passage genom Vålösundet till Kristinehamn                 | Passage genom Vålösundet till Kristinehamn                 | Passage genom Vålösundet till Kristinehamn                 |           |
|                            | Tyskön övre                | Iso G 2s                                                   | 14,5 meter                                                 | 9 nautisk mil                                              | C6715.801                                                  |           |
| 59°17′0.1″N,14°2′47.5″E    | 59°17′0.1″N,14°2′47.5″E    | Passage genom Vålösundet till Kristinehamn                 | Passage genom Vålösundet till Kristinehamn                 | Passage genom Vålösundet till Kristinehamn                 | Passage genom Vålösundet till Kristinehamn                 |           |
|                            | Tärnan                     | Fl(2) WR 6s, Racon(T)                                      | 11 meter                                                   | 6,6 nautisk mil                                            |                                                            |           |
| 59°8′27.4″N,13°25′36.2″E   | 59°8′27.4″N,13°25′36.2″E   | Grund i Värmlandssjön                                      | Grund i Värmlandssjön                                      | Grund i Värmlandssjön                                      | Grund i Värmlandssjön                                      |           |
|                            | Viknäsudde                 | Exting                                                     | 7,3 meter                                                  | 10 nautisk mil                                             |                                                            |           |
| 58°42′40″N,13°40′31.4″E    | 58°42′40″N,13°40′31.4″E    | Passage söder om Onsö                                      | Passage söder om Onsö                                      | Passage söder om Onsö                                      | Passage söder om Onsö                                      |           |
|                            | Vingen nedre               | Exting                                                     |                                                            |                                                            |                                                            |           |
| 58°51′33.1″N,12°38′33.1″E  | 58°51′33.1″N,12°38′33.1″E  | Inloppet till Vingens hamn                                 | Inloppet till Vingens hamn                                 | Inloppet till Vingens hamn                                 | Inloppet till Vingens hamn                                 |           |
|                            | Vingen övre                | Exting                                                     |                                                            |                                                            |                                                            |           |
| 58°51′34.4″N,12°38′27.9″E  | 58°51′34.4″N,12°38′27.9″E  | Inloppet till Vingens hamn                                 | Inloppet till Vingens hamn                                 | Inloppet till Vingens hamn                                 | Inloppet till Vingens hamn                                 |           |
|                            | Åmåls Djuphamn             | Fl(2) WRG 6s                                               | 12 meter                                                   | 5,2 nautisk mil                                            | C0415.245                                                  |           |
| 59°2′56.2″N,12°42′49.9″E   | 59°2′56.2″N,12°42′49.9″E   | Djuphamnen i Åmål                                          | Djuphamnen i Åmål                                          | Djuphamnen i Åmål                                          | Djuphamnen i Åmål                                          |           |
|                            | Åsnegrundet                | IVQ WRG 6s, Racon(T)                                       | 8 meter                                                    | 6 nautisk mil                                              |                                                            |           |
| 59°14′10.8″N,13°10′14.5″E  | 59°14′10.8″N,13°10′14.5″E  | Farleden in till Grums och Vålberg                         | Farleden in till Grums och Vålberg                         | Farleden in till Grums och Vålberg                         | Farleden in till Grums och Vålberg                         |           |
|                            | Önsnässkäret               | Fl WRG 3s                                                  | 8 meter                                                    | 6 nautisk mil                                              |                                                            |           |
| 59°20′2.3″N,13°9′3.6″E     | 59°20′2.3″N,13°9′3.6″E     | Hamnen i Grums                                             | Hamnen i Grums                                             | Hamnen i Grums                                             | Hamnen i Grums                                             |           |
|                            | Östervik nedre             | Iso W 2s                                                   | 11 meter                                                   | 10 nautisk mil                                             | C6715.6                                                    |           |
| 59°20′38.4″N,14°4′32.8″E   | 59°20′38.4″N,14°4′32.8″E   | Passage genom Vålösundet till Kristinehamn                 | Passage genom Vålösundet till Kristinehamn                 | Passage genom Vålösundet till Kristinehamn                 | Passage genom Vålösundet till Kristinehamn                 |           |
|                            | Östervik övre              | Iso W 2s                                                   | 16,5 meter                                                 | 10 nautisk mil                                             | C6715.601                                                  |           |
| 59°20′55.3″N,14°4′41″E     | 59°20′55.3″N,14°4′41″E     | Passage genom Vålösundet till Kristinehamn                 | Passage genom Vålösundet till Kristinehamn                 | Passage genom Vålösundet till Kristinehamn                 | Passage genom Vålösundet till Kristinehamn                 |           |
|                            | Östra Stenskär             | IVQ WRG 6s                                                 | 9,5 meter                                                  | 4,5 nautisk mil                                            | C0415.495                                                  |           |
| 58°46′45.3″N,13°13′58.7″E  | 58°46′45.3″N,13°13′58.7″E  | Farleden söder om Lurö                                     | Farleden söder om Lurö                                     | Farleden söder om Lurö                                     | Farleden söder om Lurö                                     |           |